# Rimicola
Rimicola is een geslacht van straalvinnige vissen uit de familie van schildvissen (Gobiesocidae). Het geslacht is voor het eerst wetenschappelijk beschreven in 1896 door Jordan & Evermann in Jordan.

## Soorten
- Rimicola cabrilloi Briggs, 2002
- Rimicola dimorpha Briggs, 1955
- Rimicola eigenmanni (Gilbert, 1890)
- Rimicola glacialis Bohmig, 1908
- Rimicola muscarum (Meek & Pierson, 1895)
- Rimicola sila Briggs, 1955